# Nhân vật của vũ trụ Mass Effect
Bài viết này mô tả các nhân vật đáng chú ý xuất hiện trong vũ trụ hư cấu của Mass Effect. Các nhân vật này được khám phá trong các tiểu thuyết Mass Effect: Revelation, Mass Effect: Ascension, Mass Effect: Retribution, và Mass Effect: Deception; loạt truyện tranh Mass Effect: Redemption, Mass Effect: Evolution và các trò chơi Mass Effect, Mass Effect Galaxy, Mass Effect 2 và Mass Effect 3. Danh sách này mô tả các nhân vật chính, phản điện, và các thành viên trong nhóm xuất hiện trong các trò chơi, tiểu thuyết, truyện tranh, mặc dù những cốt truyện này có nhiều diễn viên hỗ trợ bao gồm hàng chục nhân vật phụ.

## Tư lệnh Shepard
Shepard là nhân vật người chơi chính trong bộ ba Mass Effect. Giới tính, vẻ ngoài, lịch sử, đào tạo chiến đấu và tên của Shepard được xác định bởi người chơi trước khi trò chơi bắt đầu. Shepard 29 tuổi trong trò chơi đầu tiên mặc dù theo sinh học hoặc theo thứ tự thời gian là 29 hoặc 31 tuổi trong trò chơi thứ hai và khoảng 33 trong trò chơi thứ ba. Mô hình của nam Shepard mặc định được sử dụng bởi BioWare cho trailer được gọi là John trong khi tên mặc định của nữ là Jane; cả hai đều mặc định là thuộc lớp Soldier. Shepard là một người lính kỳ cựu bắt đầu trong trò chơi như là một ứng cử viên để trở thành đặc vụ "Spectre" con người đầu tiên. Khi trò chơi tiến triển, Shepard thực hiện một loạt các nhiệm vụ quan trọng và được ủy quyền để làm bất cứ điều gì cần thiết để có thể thực hiện được  nhiệm vụ. Vào cuối trò chơi, Shepard giết chết nhân vật phản diện Saren Arterius và giúp đánh bại Reaper Sovereign. Một trong những quyết định quan trọng nhất Shepard làm ở cuối trò chơi đầu tiên và quyết định số phận của Citadel Council và vai trò của nhân loại trong thiên hà. Shepard có thể chọn để cứu Council, kết quả là con người được cấp một vị trí trong Council; Shepard cũng có thể khiến Sovereign bị tấn công trực tiếp, vô tình giết chết Council và tạo ra một Council mới được kiểm soát bởi con người; hoặc Shepard có thể ra lệnh bỏ mặc Council, dẫn đến cái chết của họ và khiến nhân loại là loài chiếm ưu thế trong thiên hà.
Một tháng sau khi đánh bại Sovereign, tàu không gian của Shepard là Normandy SSV bị phá hủy bởi một tàu chiến bí ẩn, giết chết Shepard. Cơ thể của Shepard được phục hồi bởi Cerberus, một tổ chức của con người đã theo dõi các hành động của Shepard trong Mass Effect. Trong hai năm, Shepard được xây dựng lại thông qua dự án Lazarus của Cerberus, đứng đầu bởi Miranda Lawson, bằng việc sử dụng một sự kết hợp giữa điều khiển học và công nghệ nano. Khi được phục hồi một cách đầy đủ, Shepard điều tra sự biến mất của các thuộc địa của con người.
Về vấn đề liên quan đến cái chết của Shepard, Giám đốc BioWare là Casey Hudson giải thích rằng dựa trên các quyết định trong Mass Effect 2, Shepard có thể chết trong một số các kết thúc của trò chơi. Hudson nói: "If you do die in the ending of Mass Effect 2, it will not come as a surprise, nor will it be random. It will be pretty obvious that you headed into the final mission knowing that Shepard probably wouldn't make it out alive." Hudson cũng khẳng định rằng các thành viên trong nhóm sẽ bị ảnh hưởng bởi quyết định của người chơi như: "Bạn có thể có một kết thúc mà toàn bộ nhóm của Shepard sẽ sống sót, hoặc toàn bộ nhiệm vụ là một vụ tắm máu và tất cả mọi người (bao gồm cả Shepard) bị giết chết, hoặc bất cứ điều gì ở giữa." Cuối cùng, Hudson tiết lộ rằng nếu Shepard của người chơi chết trong trò chơi thứ hai, người đó không thể xuất hiện trong Mass Effect 3; thay vào đó, trò chơi thứ ba sẽ được chơi với một Shepard mới bắt đầu trong trò chơi đó, hoặc với một những người sống sót trong Mass Effect 2 .
Shepard trở lại một lần nữa như là nhân vật chính trong Mass Effect 3. Trong trò chơi này, Shepard bị đình chỉ hoạt động sau khi các sự kiện của trò chơi trước đó. Đột nhiên, Reaper tấn công Trái Đất, buộc Shepard phải chạy trốn khỏi hành tinh. Cốt truyện chính của trò chơi cho thấy Shepard di chuyển khắp thiên hà và cố gắng đạt được hỗ trợ từ các nền văn minh khác để khởi động một nhiệm vụ cuối cùng để cứu Trái Đất và đánh bại Reaper một lần và mãi mãi. Theo Bioware, Mass Effect 3 sẽ kết thúc câu chuyện của Shepard và đánh dấu sự xuất hiện cuối cùng của Shepard trong loạt game. Tùy thuộc vào hành động của người chơi trong trận chiến cuối cùng, Shepard  hoặc phải hy sinh bản thân để kiểm soát các Reapers, tiêu diệt chúng, hoặc tạo ra một dạng sống hữu cơ tổng hợp mới, hoặc từ chối không đưa ra quyết định và vòng tròn lặp lại trong khi Shepard hy sinh. Tuy nhiên, nếu người chơi lựa chọn phá hủy Reaper/tất cả các dạng sống tổng hợp và thu thập đủ các cánh quân sự, Shepard sẽ được cho thấy là sống sót trong một đống đổ nát. Nếu Shepard có mối quan hệ tình cảm với một nhân vật khác và nhân vật đó sống sót ở cuối bộ ba, trong bản DLC Extended Cut, người yêu của Shepard có thể đặt tên Shepard lên bia tưởng niệm (kết thúc Shepard chết), hoặc không đặt tên của Shepard lên cùng với nét cười và ánh mắt hy vọng (gợi ý rằng Shepard còn sống).
Phiên bản nam của Shepard được lồng tiếng bởi Mark Meer, với Jennifer Hale cho phiên bản nữ. Người mẫu thời trang Mark Vanderloo là mô hình cho vẻ ngoài mặc định của tư lệnh Shepard nam.

## Các nhân vật định kỳ

### Thành viên trong nhóm

#### Liara T'Soni
Tiến sĩ Liara T'Soni là một thành viên người Asari trong nhóm. Trong Mass Effect gốc, cô 106 năm tuổi, chưa hẳn là người lớn theo tiêu chuẩn asari. Cô có một niềm đam mê học tập và làm việc với công nghệ Prothean. T'Soni là một chuyên gia trong lĩnh vực khảo cổ học về Prothean, cụ thể là bằng chứng liên quan đến sự sụp đổ của Protheans. Cô trong thực tế được tìm thấy trong một đống đổ nát Prothean, bị mắc kẹt trong một nhà tù nằng lượng. T'Soni có thể trở thành người yêu cho cả Shepard nam và nữ . Người asari chỉ có một giới tính, và có thể sinh sản với bất kỳ giới tính hoặc loài . Lớp nhân vật của Liara là asari Scientist, có kỹ năng chủ yếu về biotic, nhưng không thể đầu tư vào kỹ năng vũ khí và khả năng công nghệ. Không giống như Adept của con người, T'Soni có thể học kỹ năng "Electronic".
T'Soni là con gái của Matriarch Benezia, một biotic asari đáng kính và mạnh mẽ với một asari không rõ. Trong bản DLC Lair of the Shadow Broker của Mass Effect 2, người chơi có thể xem một đoạn video trên tàu của Shadow Broker cho thấy một asari đang nhìn vào một bức ảnh của Liara. Asari này là một Matriarch tên Aethyta làm việc nghề phục vụ mà Shepard gặp trên Illium, và trong Mass Effect 3, cả Matriarch và Liara có thể trò chuyện với nhau trong Presidium. Có một sự kỳ thị xã hội nhất định kèm theo vào vấn đề này, vì asari tin rằng để cải thiện bản thân, họ cần giao phối với các loài khác để đạt được các tính chất di truyền mới nên nếu hai asari làm bạn đời với nhau như cha mẹ của Liara, sẽ chẳng có gì thu được từ mối quan hệ này. Thuật ngữ "thuần chủng" do đó được sử dụng như là một sự xúc phạm khắc nghiệt đối với trẻ em sinh ra bởi 2 asari.
Trong Mass Effect 2, T'Soni ban đầu được mô tả là nhân cách hoàn toàn thay đổi. Hành động giống như Benezia, T'Soni đã trở thành một nhà môi giới thông tin trên Illium trong khi cạnh tranh trực tiếp với Shadow Broker. Được cải thiện về khả năng biotic, cô sử dụng đe dọa và các chiến thuật khác để có được thông tin. Nếu người chơi nạp một Shepard từ Mass Effect gốc có quan hệ lãng mạn với Liara, cô chào đón Shepard với một nụ hôn. Liara giao cho Shepard một nhiệm vụ phụ để giúp đỡ cô trong việc săn lùng một đặc vụ của  Shadow Broker đang theo dõi cô được gọi là Observer. Cơn giận của Liara với Shadow Broker bắt nguồn từ khi ông ta hồi phục xác của Shepard để chuẩn bị sẵn sàng bán cho Collectors trong các sự kiện của Mass Effect: Redemption. Sau một số lựa chọn đối thoại nhất định, người chơi có thể phá vỡ lớp vỏ bề ngoài của cô và tiết lộ một Liara thực sự với tính cách đen tối hơn của cô chẳng khác gì là cái vỏ. T'Soni rất đau đớn trong việc lấy xác của Shepard từ tay của Broker và giao nó cho Cerberus để họ có thể hồi sinh Shepard. Liara biết rằng Cerberus sẽ sử dụng Shepard cho mục đích riêng của họ, nhưng vẫn phải giao cho họ xác của Shepard vì cô ấy quan tâm đến anh/cô và không thể để Tư lệnh ra đi. Cô sợ rằng Shepard sẽ ghét cô cho điều này và xin lỗi. Mặc dù muốn tham gia, cô từ chối lời mời gia nhập lại nhóm của Shepard để tiếp tục nhiệm vụ trả thù Shadow Broker. Cô cũng bày tỏ hối tiếc về việc không thể tham gia nhóm của Shepard.
Tuy nhiên, Liara lại xuất hiện trong bản DLC Lair of the Shadow Broker và tạm thời trở lại nhóm khi Shepard quyết định giúp cô săn lùng Shadow Broker. Khi Shadow Broker bị giết, Liara liền nắm lấy cơ hội này để thay thế ông ta. Cô nói rằng cô sẽ sử dụng tư cách mới được ban cho của cô để giúp hỗ trợ cho sứ mệnh của Shepard chống lại Reaper. Người chơi cũng có thể tiếp tục mối quan hệ lãng mạn của nhân vật với Liara ở phần cuối của "Lair of the Shadow Broker".
Liara T'Soni cũng trở lại như là một thành viên thường trực trong Mass Effect 3 và sẽ có hậu quả cho người chơi không chung thủy với cô trong Mass Effect/Mass Effect 2. Nếu Lair of the Shadow Broker không được hoàn thành, cô vẫn sẽ trở thành Shadow Broker, nhưng lại dẫn đến cái chết của Feron.
Khi gặp Prothean Javik, cô ban đầu rất vui mừng khi được tiếp tục phục vụ trên Normandy nhưng dần dần trở nên thất vọng hơn, vốn tưởng tượng trước đó rằng Protheans là "gìn giữ sự khôn ngoan và giác ngộ" của thời đại của họ, nhưng chỉ để tìm thấy họ là "lãnh chúa lạnh lùng và tàn nhẫn". Cuối cùng, mối quan hệ này đạt đến một điểm phá vỡ sau sự sụp đổ của Thessia, khi mà Liara trong khu của Javik, thất vọng với anh ta vì "không có câu trả lời". Shepard có thể khuếch tán tình hình hoặc cho phép Liara bỏ đi. Nếu tình hình được giải quyết, cả hai sẽ bắt đầu tôn trọng và đánh giá cao lẫn nhau.
Liara được lồng tiếng bởi Ali Hillis, với khuôn mặt và cơ thể của cô được mô hình hóa theo nữ diễn viên Jillian Murray.

#### Ashley Williams
Gunnery Chief Ashley Williams là một sĩ quan 25 tuổi của Human Alliance, gia nhập ngay sau khi tốt nghiệp trung học. Cô gia nhập nhóm trong nhiệm vụ đầu tiên, thay thế cho Binh nhì Richard L. Jenkins (bị giết trong chiến đấu). Ashley là một người lính đơn thuần, có tay nghề cao với vũ khí và giáp nặng nhưng không thể sử dụng khả năng công nghệ hoặc biotic. Cô cũng có thể là người yêu cho Tư lệnh Shepard nam. Cô đến từ một gia đình có truyền thống quân sự: ông bà cố, ông và cha đều phục vụ trong Alliance Navy. Gia đình của cô cũng gặp nhiều rắc rối do lịch sử ông cô, vì ông là sĩ quan con người duy nhất đầu hàng hạm đội turian ở thuộc địa Shanxi. Williams nói rằng cô và cha cô bị chuyển công tác nhiều lần vì sự kỳ thị của ông nội. Mẹ của Williams nuôi cô và ba đứa em gái trên nhiều thuộc địa khác nhau của con người trong khi cha cô làm nhiệm vụ. Williams theo đạo, mặc dù tên gọi đức tin của cô không bao giờ được nhắc đến, ngoại trừ niềm tin của cô về Ngày phán xét và những quyền lực lớn hơn. Cô cũng mang tầm nhìn "con người là trung tâm", như là một kết quả của việc ông của cô bị hổ thẹn trong First Contact War chống lại người turian .
Vào cuối trong trò chơi, trên hành tinh Virmire, Williams là một trong hai nhân vật có thể lựa chọn để hỗ trợ một đơn vị đặc công salarian trong cuộc tấn công vào phòng thí nghiệm của Saren. Trong cuộc tấn công, người chơi phải đối mặt với một sự lựa chọn có thể dẫn đến việc Ashley bị giết khi đầu đạn hạt nhân được kích nổ. Nếu Ashley chết, một cuộc đối thoại sau đó cho thấy chính phủ salarian và turian đã trao tặng huy chương cao nhất của họ cho Áhley, tôn vinh sự hy sinh của cô cho những binh lính không phải con người.
Williams cũng xuất hiện trong Mass Effect 2 nếu cô sống sót trong trò chơi đầu tiên. Được thăng chức thành Operations Chief, Williams được phái đến Horizon trong một chính thức  chính thức để cung cấp vũ khí chống quỹ đạo cho thuộc địa. Cô được nhìn thấy là bảo vệ thuộc địa chống lại một bầy "seekers" của Collector, nhưng cuối cùng bị áp đảo và bị tê liệt. Khi được giải cứu, cô không chấp thuận liên minh của Shepard với Cerberus. Nếu người chơi chọn lãng mạn với Williams trong Mass Efect gốc, sau này cô sẽ gửi cho Shepard một email xin lỗi, bày tỏ mong muốn của cô là ở với anh một lần nữa.
Ashley Williams xuất hiện lần cuối trong Mass Effect 3 nếu cô sống sót sau sự kiện của trò chơi gốc. Trước khi trò chơi được phát hành, Bioware cho biết những người chơi vẫn chung thủy với Ashley sẽ được khen thưởng . Trong sự kiện của Mass Effect 3, Williams được phong làm chỉ huy trung úy và trở thành Spectre con người thứ hai. Cô bị thương nặng trong nhiệm vụ của trò chơi trên Sao Hỏa nhưng được hồi phục hoàn toàn, và tùy thuộc vào hành động của người chơi có thể gia nhập lại nhóm của Shepard trên tàu Normandy.
Ashley Williams được lồng tiếng bởi Kimberly Brooks và khuôn mặt và cơ thể của cô được mô hình hóa theo sau nữ diễn viên Erica Cerra.

#### Kaidan Alenko
Staff Lieutenant Kaidan Alenko là một nam sĩ quan 32 tuổi của Alliance Navy, người đi kèm với Tư lệnh Shepard ngay từ lúc bắt đầu của trò chơi. Alenko có thể trở thành người yêu của Shepard nữ trong cả ba phần của trò chơi và người yêu của Shepard nam trong phần 3. Trong trò chơi, anh thuộc lớp nhân vật Sentinel, một người lính có tay nghề cao trong cả khả năng công nghệ cao và biotic nhưng lại không mạnh trong khả năng chiến đấu trực tiếp. Alenko có một mối quan hệ khó khăn với khả năng biotic của mình - anh là một trong vài người hiếm hoi sử dụng cấy ghép L2 gây tranh cãi, vốn bị ngưng sản xuất do một danh sách dài các tác dụng phụ khủng khiếp được phát hiện sau khi phát hành. Kaidan được coi là "một trong những người may mắn" vì anh chỉ bị đau nửa đầu, mặc dù nhiều người khác bị đau đớn về thể xác dẫn đến tê liệt hoặc mất trí. Nếu được hỏi bởi Shepard, Kaidan tiết lộ rằng khi còn là một thiếu niên, anh đã giết người hướng dẫn, một lính đánh thuê turian tàn bạo, tại một cơ sở đào tạo biotic mà anh gia nhập, trong quá trình đào tạo bằng cách bẽ gãy cổ với một cú đá mạnh. Cái chết này là một tai nạn vì Kaidan tức giận khi người hướng dẫn này làm bị thương một cô gái mà anh ngưỡng mộ.
Vào gần cuối trò chơi trên hành tinh Virmire, Kaidan là một trong hai nhân vật có thể lựa chọn để hỗ trợ một đơn vị đặc công người salarian trong cuộc tấn công của họ vào phòng thí nghiệm của Saren. Nếu Ashley được chọn để lãnh đạo, Kaidan là kỹ thuật viên chính để kích hoạt quả bom phá hủy cơ sở. Trong cuộc tấn công, người chơi phải đối mặt với một sự lựa chọn có thể dẫn đến việc Kaidan bị bỏ lại phía sau khi trái bom được kích nổ.
Alenko cũng đóng một vai trò trong Mass Effect 2 với điều kiện là anh sống sót trong trò chơi đầu tiên. Kể từ sau sự kiện của trò chơi đầu tiên, Alenko đã được thăng chức Staff commander (trên cấp trung úy chỉ huy của Shepard) và đóng quân trên hành tinh Horizon để giúp bảo vệ một thuộc địa của con người từ Collector. Bằng cách sử dụng mối liên hệ của Kaidan với Shepard làm mồi nhử, Illusive Man dụ Collector đến Horizon. Collector tấn công thuộc địa và Kaidan bị cắn bởi một Collector Swarm, khiến anh bị tê liệt tạm thời. Shepard sớm biết rằng Kaidan được phái đến thuộc địa để cài đặt một mạng lưới các khẩu pháo phòng thủ để bảo vệ chống lại các cuộc tấn công của Collector trong tương lai. Sau khi đánh lui Collector và Harbinger, Alenko cuối cùng được giải cứu bởi Shepard. Hai người đoàn tụ với một cái bắt tay (hoặc ôm nhau nếu người chơi chọn để nạp một Shepard nữ từ Mass Effect đã theo đuổi một mối quan hệ lãng mạn với Kaidan). Tuy nhiên, sau khi biết rằng Shepard đang làm việc với Cerberus, Alenko từ chối tham gia với Shepard trong nhiệm vụ chống lại Collector. Nếu Shepard hình thành mối quan hệ lãng mạn với Kaidan trong trò chơi đầu tiên, Kaidan sẽ gửi một lá thư xin lỗi nói rằng hành vi trước đó của mình là do mối quan tâm và lo lắng của Kaidan cho Shepard và rằng anh muốn được nối lại tình cảm sau khi Collector bị đánh bại.
Nếu anh sống sót sau trò chơi đầu tiên, Alenko sẽ trở lại trong Mass Effect 3. Trong những tháng sau các sự kiện của Mass Effect 2, anh được thăng cấp bậc thiếu tá và được giao quyền chỉ huy một lực lượng đặc biệt gồm các biotic của Alliance. Anh được triệu tập đến làm chứng tại phiên toà của Shepard sau các sự kiện của bản DLC Arrival, và có mặt khi Reapers kéo đến Trái Đất và tấn công Vancouver. Kaidan liền cùng với James Vega tìm đường đến Normandy SR-2.
Sau khi giải cứu Shepard và Anderson để sơ tán, Kaidan đi cùng với Shepard và Vega đến Kho lưu trữ Prothean trên Sao Hỏa để lấy thông tin tình báo mà Liara T'soni phát hiện ra ở đó, được cho là rất quan trọng cho nỗ lực chiến tranh. Nhóm nhận được sự tham gia của T'soni khi họ giao chiến với Cerberus đang tấn công cơ sở để mang dữ liệu Prothean cho Illusive Man. Sau khi đối đầu với gián điệp Cerberus, Tiến sĩ Eva Core, Kaidan bị thương nặng. Shepard mang Alenko đến Bệnh viện Huerta Memorial trên Presidium của Citadel để điều trị. Shepard sau đó có thể kiểm tra Kaidan khi anh phục hồi trong lúc bất tỉnh, nhưng một khi Shepard hoàn thành một nhiệm vụ, Alenko gửi tin nhắn đến Normandy nói rằng mình đã tỉnh và sẽ chào đón một chuyến thăm. Cả hai có thể thảo luận về chấn thương (một chuỗi đối thoại có thể hàm ý việc tán tỉnh của Kaidan với Shepard nam hay nữ, hoặc quan tâm đến việc đổi mới mối quan hệ lãng mạn với Shepard nữ), hoạt động gần đây và thăng cấp, gia đình trên Trái Đất, và cuộc gặp gỡ căng thẳng trên Horizon trước đó. Kaidan cũng đề cập đến việc Donnel Udina đề cử mình để trở thành Spectre thứ hai của con người, và rằng anh đang xem xét việc chấp nhận. Chuyến viếng thăm này cũng là một cơ hội để tặng một món quà (chai whiskey mua ở trước bệnh viện) để nuôi dưỡng niềm tin sau này trong câu chuyện.
Một khi Shepard hoàn thành một nhiệm vụ khác trên Citadel, anh/cô sẽ nhận được một e-mail từ Kaidan để nói về việc xuất viện và sẽ đánh giá cao cho chuyến thăm khác. Khi người chơi trở về Citadel và tiếp tục xây dựng niềm tin với Alenko, anh sẽ không có sẵn cho tương tác một lần nữa cho đến khi Udina âm mưu với Cerberus để tiến hành một cuộc đảo chính chống lại Citadel Council để nắm quyền kiểm soát của đội tàu của họ cho sự giải phóng của Trái Đất. Trong trận chiến này Alenko xuất hiện trong vị trí mới của mình là Spectre, cung cấp sự bảo vệ cho các thành viên Hội đồng là những người đang bị Udina dẫn vào một cái bẫy. Shepard can thiệp và trong cuộc đối đầu tiếp nếu Kaidan vẫn còn nghi ngờ Shepard thông đồng với Cerberus, anh sẽ bị bắn (bởi Shepard hoặc bởi một thành viên trong nhóm) để ngăn chặn Udina. Ngoài ra, nếu Shepard lấy lại được lòng tin của Kaidan, anh sẽ bắn Udina nếu Shepard không ra tay.
Nếu sống sót âm mưu đảo chính, Kaidan sau đó gặp Shepard tại cảng Normandy và muốn tham gia lại vào nhòm. Shepard có thể chấp nhận anh lên tàu hoặc tư vấn cho anh ở lại phía sau để trở thành War Asset. Sau đó, nếu Shepard liên tục được sự hiểu biết và khuyến khích, Kaidan gửi một e-mail mời Shepard ăn tối trong lần đến Citadel tiếp theo của họ, Hội thoại trong 'cuộc hẹn' cho phép Shepard (với cả nam hoặc nữ) tạo cơ hội để bắt đầu một mối quan hệ tình cảm với Alenko hoặc cự tuyệt mối quan hệ đó. Nếu được thuyết phục, Kaidan đến cabin của Shepard vào đêm trước cuộc tấn công vào trụ sở của Illusive Man và cảnh tình cảm giữa hai người sẽ diễn ra.
Trong trận chiến cuối cùng cho Trái Đất, Kaidan xuất hiện một lần nữa tại tiền đồn ở London, lúc này đã quay lại lại với đơn vị của mình. Nếu anh và Shepard đã hình thành mối quan hệ lãng mạn với nhau, họ sẽ ôm hôn nhau; Alenko khẳng định mong muốn của mình để gặp lại Shepard và Shepard có thể sẽ nói với Kaidan "tốt hơn là cậu nên xuất hiện ở đó khi tôi quay lại" và Kaidan sẽ nhắc nhở Shepard "giữ an toàn". Ngay sau khi cuộc tấn công vào Citadel bắt đầu thì cả cả hai buộc phải tách nhau ra. Nếu Shepard đưa Kaidan theo trước trận chiến cuối cùng, Kaidan sẽ bị thương nặng sau khi bị Reaper tấn công, buộc Shepard phải gọi tàu Normandy đưa anh đi sơ tán. Hai người có thể có một cuộc trò chuyện nhỏ; nếu Shepard và Kaidan đang là một cặp, Kaidan sẽ nói với Shepard "Đừng bỏ tôi ở lại" ("Don't leave me behind"); còn Shepard có thể đáp lại bằng cách nói rằng cho dù chuyện gì có xảy ra thì Shepard sẽ vẫn luôn yêu anh. Sau đó Shepard sẽ giục Kaidan lên Normandy.
Sau quyết định cuối cùng của Shepard và hoàn thành chiến dịch, Kaidan có thể được nhìn thấy bước ra khỏi Normandy trên một hành tinh nhiệt đới sau sự hủy diệt của mạng lưới mass relay.
Kaidan Alenko được lồng tiếng bởi Raphael Sbarge, cũng được biết đến với vai trò của anh là Carth Onasi trong Star Wars: Knights of the Old Republic và Star Wars: Knights of the Old Republic II: The Sith Lords của BioWare; còn khuôn mặt của anh được mô phỏng theo khuôn mặt của người mẫu nam Luciano Costa.

#### Garrus Vakarian
Garrus Vakarian là một Turian, trước đây là một nhân viên của lực lượng C-sec (Citadel Security) thuộc Phòng Điều Tra của C-sec. Như nhiều Turians khác, Garrus nhập ngũ và luyện tập ở tuổi 15. Nhưng sau đó, đi theo bước chân của cha mình anh trở thành một sĩ quan của lực lượng C-sec. Anh chịu trách nhiệm điều tra Saren Arterius (Saren Là Spectre giỏi nhất của Hội đồng Citadel (cũ) nhưng bị lực lượng Liên Minh tố cáo nổi loạn). 
Mặc dù cấp trên của anh cho biết cuộc điều tra về Saren đã kết thúc, nhưng bất chấp mệnh lệnh của cấp trên, Garrus vẫn theo đuổi mục đích của mình: Bắt bằng được tên nổi loạn Saren. Cuối cùng, anh gia nhập nhóm của Shepard để giúp Shepard tiêu diệt Saren và loài Geth.
Ở phần Mass Effect 2, Illusive Man nói với Shepard rằng có một người là một bậc thầy chiến thuật và xâm nhập vào hàng ngũ đối phương có biệt danh là "Archangel" (Tổng lãnh thiên thần) hiện đang ở Omega. Archangel được xem như một sự đe dọa cho Đế chế Tội phạm tại Omega. Anh đến đó với đội của mình gồm 12 thành viên khác. Archangel đã gây ra rất nhiều rắc rối cho ba hội lính đánh thuê thành công nhất và quyền lực nhất Cụm Sao Terminus là Blood Pack, Eclipse và Blue Suns. Tác động của anh đến 3 hội mạnh tới mức họ phải thành lập một liên minh tạm thời để chống lại Archangel. Việc Blue Suns, Eclipse và Blood Pack kết hợp lại với nhau là chưa từng có; trừ khi có chiến tranh xảy ra, cả ba hội đều không bao giờ kết hợp lại với nhau (như Aria T'loak giải thích).
Đến khi Shepard đến được nơi ở của Archangel thì anh ta bỏ nón bảo hiểm ra và không ai khác đó chính là Garrus Vakarian. 
Sau các sự kiện của Mass Effect và cái chết của Shepard ở đầu phần 2, đi theo bước chân của Shepard, Garrus đã tạo một đội riêng cho mình và đi thực thi công lý tại Omega dẫn đến tình trạng vô cùng nguy hiểm hiện nay của mình. Sau khi Garrus giải thích tình hình với Shepard, đội của Shepard hỗ trợ Garrus trong việc đánh lại nhóm Lính đánh thuê. Họ giữ chân Garrus và làm cho anh ta bị mắc kẹt vào phía bên kia của một cây cầu. Trong trận chiến cuối cùng, Garrus bị tấn công bởi một máy bay chiến đấu của Blue Suns, và bị những vết thương nghiêm trọng ở trên mặt và vai trái. Khi Shepard cho nổ tung chiếc máy bay thì anh vội vã đưa Garrus về tàu Normandy để trị thương.
Sau khi được chữa trị bởi Bác sĩ Karin Chakwas thì anh ta gặp Shepard tại phòng liên lạc. Anh ta cho thấy những vết thương sau khi bị máy bay chiến đấu của Hội đánh thuê Blue suns bắn. Một phần tư khuôn mặt của anh bị thương nặng, được băng lại bằng băng cứu thương. Jacob Taylor nói với Shepard rằng có một số chip Cybernetics được cấy vào Garrus để giữ anh sống sót. Áo giáp của Garrus cũng bị thiệt hại nặng là một phần cổ áo trái bị bắn nát.
Garrus kể lại rằng 2 năm trước (Thời điểm tàu Normandy SR-1 bị tấn công bởi Collectors) Garrus đã mất đi ý chí để sống. Nhiều lúc, trong Cuộc chiến ở Citadel và Sovereign bị phá hủy, Garrus về lại Citadel để luyện tập trở thành một Spectre hoặc trở lại với C-sec (Phụ thuộc vào cuộc nói chuyện giữa anh và Shepard trong Mass Effect). Nhưng dù thế nào, Garrus ngày càng phẫn nộ vì Hội đồng Citadel đã mặc kệ một mối đe dọa lớn - The Reapers. Họ coi như đó chỉ là một tin đồn và chẳng thèm quan tâm. Sau khi nghe về cái chết của Shepard cũng như là tàu Normandy bị phá hủy, anh không mong gì ở Hội đồng Citadel nữa. Anh bỏ cuộc luyện tập trở thành Spectre và chức vụ trong C-sec để đến Omega, đi cùng với đội của mình gồm 11 chiến binh Turians để mang đến công lý cho Omega. Sau khi một thành viên trong nhóm phản bội mọi người và làm cho những thành viên khác của đội anh bị giết ngoại trừ Garrus, anh bị một cú Shock tinh thần rất lớn và ngày càng trở nên bạo lực để trả thù.
Sau khi điều tra kĩ càng, Garrus biết tên phản bội là Sidonis vì anh kiểm tra thấy hắn đã đặt một chuyến đi tới Citadel vào ngày cả đội bị giết. Anh tìm đến Citadel cùng Shepard, Harkin (Dưới bí danh là Fade) là một trong những người làm cho Sidonis biến vào bóng tối. Sau khi bắt và thẩm vấn Harkin, anh ta đặt lịch hẹn cho Sidonis tới một quán nước và sau đó thì Garrus có quyền giết hắn ta. Shepard nói với Garrus là anh/cô sẽ ra nói chuyện với hắn một lúc để dụ cho hắn ta vào tầm ngắm của Garrus. Nếu người chơi chọn để cho Garrus giết Sidonis thì sẽ có tin tức về cái chết của hắn ta, cùng với việc lấy được sự trung thành của Garrus. Còn nếu để cho Sidonis thoát thì Garrus sẽ tự đập đầu vào tường vì tự dằn vặt chính mình để cho Sidonis thoát và Garrus cũng không đạt trạng thái trung thành.
Garrus có thể là bạn trai của Shepard nữ, anh rất giỏi về loại súng nhắm và được lồng tiếng bởi Bramdon Keener.

#### Urdnot Wrex
Một thợ săn tiền thưởng và lính đánh thuê nổi tiếng. Wrex là một trong các krogan Battle Master cuối cùng. Họ là những cá nhân hiếm thấy có thể kết hợp biotic với vũ khí hiện đại và chiến lược. Wrex đã từng nổi tiếng nhờ và khả năng thiện chiến của mình và trở thành thủ lĩnh của một trong các tộc Urdnot nhỏ hơn khi còn rất trẻ. Tính đến hiện nay, Wrex là krogan trẻ nhất từng được nhận danh hiệu đó trong vòng 1000 năm, Sau krogan genophage (1 vũ khí hóa học của người salarian nhằm chuyển đổi gen di truyền khiến 99.9% dân số krogan bị sẩy thai hay sinh non), Wrex đã nhận ra rằng dân tộc mình đã mất đi bản tính anh hùng, trọng danh dự ngày xưa và chỉ còn biết đi theo bạo lực vô độ, chỉ thích chết trong chiến đấu thay vì cứu vãn văn hóa của mình trong hòa bình. Wrex đã từ bỏ dân tộc khi cha ông, một krogan Warlord muốn duy trì chiến tranh, đã phản bội và cố giết con trai mình. Wrex đã bỏ trốn say khi giết cha để trả thù. Trong 3 thế kỷ kế tiếp, Wrex làm bảo vệ, lính đánh thuê, quân nhân và thợ săn tiền thưởng. Trong một nhiệm vụ được thuê bởi Saren Arterius, do Wrex lập tức nhận ra có cái gì đó không đúng ở Saren, ông hủy bỏ hợp đồng mà không chờ trả tiền. Linh tính của ông đã đúng bởi mọi thành viên đánh thuê khác trên con tàu đã bị giết chỉ một tuần sau đó.
Dù có vẻ ngoài đáng sợ, Wrex ít khi nổi nóng cũng như ít khi nói lên ý kiến của mình. Nhưng khi ông nói, những người khác luôn lắng nghe vì chỉ chút dấu hiệu giận dữ từ ông cũng đủ khiến người khác nghe lời.

#### Tali'Zorah
Tali'Zorah nar Rayya là một quarian, được lồng tiếng Ash Sroka (Còn được biết tới dưới cái tên "Liz Sroka"). Cô là một thành viên của pho hành đoàn trong cả ba game, và cũng là 1 thiên tài về máy móc. Là con gái của Đô đốc Rael'Zorah, Tali bị áp lực trong việc phải vượt trội hơn những người khác. Trong game thứ 1, Tali đang thực hiện Cuộc Hành Hương của mình trước khi giao cho Shepard chứng cứ về Saren và gia nhập nhóm. Trong game thứ 2, cô mang tên là Tali'Zorah Vas Neema và đang bị đưa ra tòa do đem các bộ phận còn hoạt động của Geth lên tàu. Tùy theo ảnh hưởng của người chơi, Tali có thể bị quyết định là vô tội hay có tội.

#### Miranda Lawson
Miranda Lawson là một sĩ quan Cerberus và xuất hiện trong Mass Effect 2 như là một thành viên của phi hành đoàn Normandy cũng là chỉ huy thứ hai sau Shepard. Cô cũng xuất hiện trong Mass Effect Galaxy. Trong Galaxy, Miranda giao tiếp với Jacob Taylor như là hình ảnh ba chiều và là nguồn cung cấp thông tin về việc làm thế nào để ngăn chặn mối đe dọa từ batarian. Trong Mass Effect 2, Lawson được tiết lộ là một đặc vụ cao cấp của Cerberus và đã được biến đổi gen cho trí thông minh và đặc điểm thể chất. Cô được thể hiện là một nhà lãnh đạo có khả năng, điển hình như việc Miranda là một trong vài thành viên của nhóm có thể thành công trong việc dẫn dắt fireteam trong nhiệm vụ cuối cùng mà không có ai chết. Lawson là người lãnh đạo Lazarus Cell của Cerberus, được giao nhiệm vụ phục hồi Tư lệnh Shepard. Trên tàu Normandy, cô là chỉ huy thứ hai sau Shepard và là người báo cáo trực tiếp cho Illusive Man.
Lawson là con gái nhân tạo của Henry Lawson, một doanh nhân giàu có và quyền lực ở Trái Đất. Thay vì nuôi cấy cô cho một người phụ nữ, Henry đã lấy DNA của mình và tăng gấp đôi nhiễm sắc thể X nhằm hy vọng để tạo ra một triều đại. Không hài lòng với việc Henry cố kiểm soát cuộc sống của mình, Miranda tham gia Cerberus và bí mật che giấu em gái Oriana của mình để bảo vệ cô từ cha Henry. Giao cho người chơi hoàn thành một nhiệm vụ để ngăn chặn vụ bắt cóc của em gái, cô cuối cùng trở nên trung thành với Shepard. Trong một kết thúc có thể của trò chơi, khi Illusive Man ra lệnh cho cho cô ngăn chặn Shepard phá hủy trạm không gian của Collector, cô đã chứng minh lòng trung thành của mình bằng cách từ chối và thông báo xin từ chức trước khi đột ngột kết thúc liên lạc.
Lawson là một trong những lựa chọn lãng mạn có thể cho Shepard nam .
Miranda Lawson cũng xuất hiện trong Mass Effect 3 nếu cô sống sót các sự kiện của nhiệm vụ tự sát trong Mass Effect 2. Sau khi Collector bị đánh bại, cô đã rời khỏi Cerberus. Shepard sau đó gặp Miranda trên Citadel, nơi cô thể hiện mối quan tâm của mình rằng Oriana bị tìm thấy bởi cha cô. Nếu không được cảnh báo về cuộc tấn công của Cerberus, cô sẽ bị giết theo lệnh của Illusive Man.
Cô sau đó lại có mặt trên Horizon sau sự kiện tại Thessia. Shepard phát hiện ra việc Oriana đang nằm trong tay của Henry Lawson tại một cơ sở Cerberus được ngụy trang như là một nơi trú ẩn. Miranda, Shepard, và Henry sẽ đối mặt nhau và Shepard có thể giải quyết tình hình bằng ngoại giao hoặc bắn Henry. Nếu Shepard cho phép Lawson bỏ đi, Miranda sẽ tấn công cha mình, nhưng chết vì thương tích gây ra bởi Kai Leng. Nếu Shepard trước đó đã cảnh báo Miranda về sự trở lại Leng và tình hình đã được giải quyết một cách hòa bình, Miranda sẽ sống sót và giúp đỡ trong các nỗ lực chiến tranh.
Miranda được lồng tiếng bởi và mô hình hóa sau nữ diễn viên Yvonne Strahovski.

#### Krios Thane
Thane là một sát thủ 39 tuổi người drell, anh đang chết dần với một căn bệnh có tên là Hội chứng Kepral (chỉ drell mới mắc bệnh). Người chơi có thể gặp anh trên lãnh thổ Ilium của dân asari. Vốn được nuôi ở quê hương của dân hanar sau khi người hanar cứu dân drell khỏi nạn diệt vong, Krios được huấn luyện để làm sát thủ từ lúc 6 tuổi, và thực hiện cuộc ám sát đầu tiên của mình lúc 12. Anh gặp vợ mình, Irikah, trong một cuộc ám sát khi cô đứng ra giữa anh và mục tiêu của mình. Say khi cưới Irikah, người hanar cho phép Thane thôi làm sát thủ cho họ để xây dựng gia đình, nhưng anh nhận ra mình không có kỹ năng nào khác nên đã trở thành sát thủ tự do. Anh giữ bí mật này khỏi tất cả mọi người trừ vợ mình. Vợ của Thane sau đó bị sát hại khi một nhóm lính đánh thuê tìm bắt anh. Tan nát trái tim, Than đi tìm kẻ thù và giết từng người một (Đó là những cuộc ám sát duy nhất mà anh thừa nhận là mình tự làm do anh luôn cho rằng những án mạng khác là do chủ thuê anh làm, anh chỉ là công cụ). Sau đó anh tiếp tục sự nghiệp của mình và bỏ mặt đứa con trai Kolyat. Quyết định này đã luôn ám ảnh anh.
Thane Krios có thể là bạn trai của Shepard nữ và gọi cô là "siha" ("thiên thần" trong tôn giáo của drell).
Ở Mass Effect 3, nếu Thane đi cùng trong nhiệm vụ ngăn cản Cerberus khi chúng tấn công Citadel, anh sẽ đấu và bị làm trọng thương bởi Kai Leng. Do bệnh của anh đã ở giai đoạn cuối và bị mất máu quá nhiều, Thane sẽ chết trong bệnh viện với Shepard bên cạnh. Nếu người chơi giúp anh làm lành với Kolyat ở ME2, con trai anh cũng sẽ có mặt khi cha mình qua đời. Trong DLC Citadel, Shepard có thể cùng với Kolyat tổ chức đám tang cho Thane.

#### Grunt
Một Krogan được sinh ra và giáo dục trong lồng kính với bộ gen từ Chúa tể Okeer (một Krogan khác được Shepard kêu gọi sự hợp tác để đánh bại chủng tộc Collectors trong phần 2), Grunt là một siêu lính krogan với những nguồn gen tốt nhất được Okeer gửi gắm cho Shepard với mong muốn giúp khôi phục lại chủng tộc krogan. Shepard có thể lựa chọn mở lồng giải thoát cho Grunt hoặc không. Nếu Shepard mở lồng, Grunt sẽ tấn công Shepard nhưng sẽ đi theo chiến đấu cùng Shepard nếu được thuyết phục. Trong phần 2, Grunt nói với Shepard về sự khó chịu không rõ nguyên nhân của mình, khiến Shepard có thể đưa Grunt đến với bộ tộc Urdnot của krogan (do Urdnot Wrex đứng đầu) để tìm hiểu nguyên nhân. Nếu hoàn thành các nhiệm vụ, Grunt sẽ được bộ tộc Urdnot nhận làm thành viên (cho dù trước đó có dị nghị về nguồn gốc sinh ra trong lồng kính của Grunt) để trở thành Urdnot Grunt, và Grunt sẽ trở nên trung thành với Shepard. Nếu Grunt sống sót qua phần 2 và đạt trạng thái trung thành, sau khi giúp đỡ Nữ hoàng của chủng tộc Rachni và Shepard bằng cách một mình chiến đấu chống lại một bộ phận của chủng loài Rachni bị Reapers điều khiển, Grunt sẽ sống sót sau vụ tấn công và trở thành một thành viên của mặt trận. Tuy có sức khỏe và năng lực của một krogan trưởng thành ngay từ khi sinh ra, tính cách của Grunt nhiều lúc khá trẻ con, ví dụ như cảnh say rượu trong DLC Citadel hay vụ phá hoại ở Silversun Strip khiến Shepard phải đến làm việc với C-Sec để bảo lãnh cho Grunt.

#### Mordin Solus
Một nhà khoa học thiên tài người salarian và cũng là một chiến sĩ thiện chiến đến từ Đội Đặc Nhiệm (STG) của dân salarian khi còn trẻ. Mordin Solus được tìm thấy ở Omega và có một tính cách lập dị và vô cùng năng động cũng như phong thái và cách nói chuyện nhanh nhẹn. Ông thường được những người khác coi là một "nhà khoa học điên" với nền đạo đức có chút vấn đề. Mordin luôn có mặc cảm tội lỗi vì đã tạo ra genophage gây ra sự tuyệt chủng của loài krogan. Nếu sống sót ở phần 2, Mordin sẽ giúp tìm ra phương thức chữa bệnh cho loài krogan để chuộc lại lỗi lầm. Nếu Shepard lựa chọn cứu loài krogan thay vì phản bội theo lời của Salarian Counciler, Mordin sẽ hy sinh bản thân để phân phát thuốc chữa bệnh cho loài krogan qua một hệ thống tháp. Shepard bày tỏ ý ngăn cản Mordin, nói rằng có thể tìm cách khác nhưng Mordin không chấp thuận và kiên quyết chữa lại sai lầm của mình. Trước khi tòa tháp nổ tung, Mordin có hát bài hát chế của chính mình về đam mê khoa học và việc ông là nhà khoa học salarian tiêu biểu như thế nào, nhưng không kịp kết thúc bài hát khi vụ nổ xảy ra. Sau cái chết của Mordin, Wrex đích thân cảm ơn Shepard và nói rằng vợ của Wrex muốn đặt tên con đầu lòng của mình là Mordin.

#### Samara
Một Justicar gần 1000 tuổi của người asari.

#### Legion
Một thành viên của chủng loài Geth, tuy nhiên thay vì chống lại Shepard, Legion lại giúp đỡ Shepard ở phần 2 và 3. Legion giải thích việc một bộ phận của chủng loài Geth theo sự điều khiển của Reapers vì chủng loài Quarian - chủ nhân tạo ra loài Geth, sau khi nhận thấy mối nguy hiểm từ giống loài này, đã tìm cách hủy diệt Geth. Điều này khiến cho một bộ phận Geth tìm đến Reapers để tránh việc bị hủy diệt. Trong phần 3, nếu Legion sống sót, trong nhiệm vụ tại Rannoch, Shepard có thể lựa chọn giữ lại loài geth hoặc chủng loài quarian (một trong hai chủng loài phải chết). Tuy nhiên, dưới một số điều kiện nghiêm ngặt khác từ phần 2 và phần 3 (làm nhiệm vụ trung thành, hòa giải giữa Legion với Tali, diệt bộ phận geth nổi loạn trong nhiệm vụ trung thành, cứu tướng Quarian Koris, có điểm Paragon/Renegade/Reputation cao), Legion sẽ hy sinh để cải tạo loài Geth và Geth cùng Quarian sẽ chung sống hòa thuận, đóng góp lớn cho mặt trận chiến tranh. Trước đó, Legion sẽ có một cuộc trao đổi nhỏ với Tali, hỏi Tali rằng: "Đơn vị này có linh hồn không?" ("Does this unit have a soul?") và Tali sẽ trả lời là có. Legion sau đó sẽ đáp lại rằng anh đã biết trước khi hy sinh.

#### E.D.I
Cô xuất hiện trong phần 2 với tư cách là một AI do Ceberus gắn trên tàu Normandy SR-2 để hỗ trợ cũng như kiểm soát Shepard. Cô được miêu tả với trí thông minh, khả năng chiến đấu đặc biệt với công nghệ Hacking, giọng nói "sexy" và những trò đùa không đúng lúc. Ban đầu E.D.I có một chút mâu thuẫn với phi công chính của Shepard - Joker, nhưng dần dần mối quan hệ giữa hai người trở nên bớt căng thẳng. E.D.I giúp đỡ Shepard khá nhiều trong việc báo cáo tình trạng của tàu Normandy, cũng như kiếm soát con tàu và các thành viên trong đội khỏi nguy hiểm, đặc biệt trong nhiệm vụ tự sát ở phần 2 (Suicide Mission). Trong phần 3, E.D.I tách khỏi Ceberus và làm việc cùng với đội của Shepard. Cô ít khi để lộ với các thành viên mới rằng cô là một AI mà chỉ giả làm một VI (theo lời khuyên của Joker) để tránh gặp rắc rối, tuy vậy chuyên viên Traynor đã nhanh chóng nhận ra điều này. Sau nhiệm vụ trên Sao Hỏa, E.D.I đã chiếm lấy quyền điều khiển của cơ thể robot của Eva Core (gián điệp của Ceberus đã tấn công Kaidan hoặc Ashley) để có thể giúp đỡ Shepard ngay cả ở bên ngoài Normandy. Trong thân xác mới, E.D.I có thể cùng chiến đấu với Shepard hoặc giúp anh tìm ra tung tích của Leviathan trong DLC: Leviathan. Nếu được Shepard khuyến khích, E.D.I và Joker có thể phát triển một mối quan hệ tình cảm lãng mạn, được thấy rõ trong DLC Citadel: Shore Leave. Trước khi bước vào cuộc chiến cuối cùng, E.D.I nói với Shepard rằng Joker là người đem lại tự do cho cô, còn Shepard là người khiến cô cảm thấy mình đang thực sự sống.
Ở kết thúc của Mass Effect 3, tùy vào lựa chọn của người chơi mà EDI có thể tiếp tục tồn tại (kết thúc Control hoặc Synthesis) hoặc bị hủy diệt cùng các Reapers (kết thúc Destroy).

#### Joker
Phi công chính của tàu Normandy trong cả 3 phần. Joker là một người hài hước, đôi khi hơi thái quá và không đúng lúc. Anh mắc một chứng bệnh khiến bất cứ sự cử động nặng nào cũng có thể dẫn đến việc gãy xương, đồng thời khiến việc di chuyển của anh gặp nhiều khó khăn. Anh bày tỏ lòng tôn trọng và yêu quý với Shepard và Garrus, nhất là trong phần 2. Ở đầu phần 2, Joker có bất mãn với E.D.I, AI của Ceberus nhưng nhanh chóng chấp nhận sự có mặt của cô trên tàu, dần dần tiến triển thành mối quan hệ tình cảm trong phần 3.

#### Nihlus Kryik
Một turian và cũng là một trong các Spectre giỏi nhất của hội đồng Citadel. Anh vốn là học trò của Saren Arterius và cũng là người sẽ quyết định cho việc Shepard có phù hợp với vị trí Spectre hay không. Nihlus vốn sẽ trở thành thầy của Shepard trong giai đoạn đầu làm Spectre nhưng trước khi kịp thực hiện việc đó, anh đã bị bắn lén bởi Saren trên Eden Prime do không nghi ngờ sự xuất hiện đột ngột của hắn trên hành tinh này.
Ở Mass Effect 2 có ghi nhận rằng trong quá khứ, Nihlus từng đụng độ với Justicar Samara sau khi bà chứng kiến anh giết một dân thường không trang bị vũ khí. Do điều này trái với luật justicar của mình, Samara đã tìm giết Nihlus để trị tội. Bà truy đuổi anh suốt 2 tuần cho tới khi Nihlus dùng kế để đem luật của Samara chống lại chính bà, tạo ra một tình huống mà bà phải chọn hoặc là cứu một người vô tội, hoặc là bắt anh. Là người bảo vệ cho những người vô tội, Samara chọn cách thứ 1 và để Nihlus trốn thoát. Bất chấp thất bại, cuộc đụng độ này đã khiến bà nể trọng anh.

## Các nhân vật phản diện

### The Illusive Man
Nhân vật đứng đầu của Ceberus, người xuất hiện và chi tài sản ra để tái tạo lại Shepard sau vụ tấn công ở đầu phần 2, cũng như giúp Shepard đánh bại chủng loài Collectors ở cuối phần 2. Mục đích của The Illusive Man ban đầu không rõ ràng nhưng dần dần được sáng tỏ ở phần 3. The Illusive Man muốn bảo vệ loài người theo xu hướng cực đoan, lập ra những thí nghiệm trên cơ thể người để tìm cách điều khiển Reapers và thống trị ngân hà, tấn công các cánh quân của Liên minh. Ở cuối phần 3, hắn xuất hiện cùng với Anderson, cả hai cùng bị thương nặng và cố gắng thuyết phục Shepard rằng mình có thể điều khiển được Reapers (cho dù thực tế chính hắn đang bị điều khiển). Shepard sau đó có thể bắn chết The Illusive Man khi hắn cố gắng giết Anderson.

### Kai Leng
Một cựu thành viên của N7 nhưng đã bị khai trừ và bỏ tù do giết một krogan trong một vụ ẩu đả ở bar và thái độ phân biệt chủng tộc với người ngoài hành tinh khác. Kai Leng được ra tù nhờ bảo lãnh của Cerberus và hiện là sát thủ mạnh nhất của tổ chức. Hắn chủ yếu sử dụng kiếm để tấn công với thân thủ nhanh chóng khó lường. Kai Leng có tính cách khá khó chịu, liên tục chế nhao Shepard trong các cuộc đụng độ. Trong vụ tấn công của Ceberus ở Citadel, Kai Leng đánh nhau với Thane Krios và đâm một nhát kiếm gây ra cái chết của Thane, và có thể sẽ gây ra cái chết của Miranda ở Sanctuary tùy vào lựa chọn trước đó của người chơi. Khi Shepard hạ gục Kai Leng trong phần 3, Shepard có thể nói với hắn rằng đây là sự trả thù cho Thane hoặc/và Miranda.